# مسجد براثا
مسجد بُراثا یکی از مساجد مقدس شیعیان در شهر بغداد است. این مسجد در مسیر قدیمی کاظمین به بغداد قرار داشته‌است که هم‌اکنون در جانب کرخ و محله عطیفیه بغداد (۱۰ کیلومتری مرکز شهر) قرار گرفته‌است.

پیش از تبدیل به مسجد، عبادتگاهی مسیحی در مکان فعلی مسجد قرار داشته‌است. این مسجد محل تدریس علمای بزرگ شیعه مانند شیخ مفید بوده‌است.

در سال‌های گذشته، چندین بار این مسجد هدف حملات انتحاری قرار گرفته‌است.

## موقعیت جغرافیایی
محله براثا در بخش غربی بغداد، در منطقه کَرْخ و در جنوب محله باب مُحوَّل واقع بوده‌است. براثا معرب واژه آرامی بَرَیثا به معنای «بیرونی» است.
این محل قدیمی‌تر از شهر بغداد است و در اصل روستایی با فاصله حدود ۳ کیلومتر از مرکز بغداد تاریخی بوده که با تأسیس و توسعه بغداد، به صورت محله‌ای از محلات آن درآمده‌است.
ظاهراً در محل مسجد مشهور براثا دِیری برپا بوده که در ۳۷ق/۶۵۷م، هنوز در اختیار راهبی مسیحی قرار داشته‌است. داستان ابو شعیب براثی و همسر عابدش به عنوان اولین مسلمانان براثا بارها در منابع آمده‌است.

## تقدس مسجد
تقدس مسجد نزد شیعیان به علت اقامت حضرت علی (ع) در آن محل است؛ بنابر روایات شیعی حضرت در بازگشت از جنگ نهروان در این محل نماز خوانده‌است. برخی از این روایات از گفت و گوی مفصل حضرت با راهب مسیحی و حتی اقامت ۴ روزه ایشان سخن گفته‌اند.

در فضیلت این مسجد سخن بسیار است و از جمله فضایل این محل یا مسجد، وقوع رد الشمس برای حضرت علی (ع) را برشمرده‌اند. در برخی روایات شیعی بجز حضرت امیر (ع)، براثا به عنوان جایگاه نماز حضرت مریم، حضرت عیسی و حتی حضرت ابراهیم (ع) و هفتاد پیامبر دیگر است معرفی شده‌است. از همین روست که در منابع روایی امامیه و به تبع آن در منابع فقهی و کتب ادعیه، بر فضیلت نماز در این مسجد تأکید شده‌است. چنان‌که در مبحث اعتکاف، این مسجد از جمله ۶ مسجد خاص بوده‌است.

علامه مجلسی در ارتباط با فضیلت این مسجد و سابقه تاریخی آن روایاتی نقل می‌کند که از مجموع آن این نکات به دست می‌آید:
در این مکان خانه حضرت مریم و زمین حضرت عیسی قرار داشت. (ظاهرا این مکان خانه حضرت عیسی بوده نه حضرت مریم)
چشمه‌ای که خدا برای حضرت مریم جاری ساخت در این مکان بوده و حضرت امیرمؤمنان (ع) آن را مجدداً به اعجاز ظاهر ساخت.
پس از تولد حضرت عیسی در این مکان، حضرت مریم او را بر روی سنگی قرار داد و امام علی (ع) به اعجاز، این سنگ را آشکار کرده و در قبله مسجد قرار دادند.
حضرت علی (ع) پس از بازگشت از نهروان چند روز در این مکان اقامت فرمودند.
در این مکان، انبیای قبل از عیسی (ع) از جمله ابراهیم خلیل (ع) نیز نماز خواند.
از روایات دیگر به دست می‌آید که در این مکان قبر پیامبری واقع شده‌است و مرحوم محدث قمی می‌گوید: شاید آن پیامبر، حضرت یوشع (ع) باشد.

## مسجد براثا و امام علی (ع)
در صفر سال ۳۸ هجری هنگامی که امیرمؤمنان از سرکوب خوارج در نهروان فارغ شد، راه کوفه را در پیش گرفت و در سر راه خویش به این سرزمین رسید و راهبی را دید که در صومعه خود مشغول عبادت است. آن حضرت به سپاهیان خود فرمود تا در آن مکان فرود آیند. وقتی که راهب نگاهش به سپاهیان افتاد، پیش‌آمد و با فرمانده نیروها به گفتگو پرداخت. در اینجا نقل‌های تاریخی متفاوت است. شیخ طوسی در آمالی از امام باقر (ع) نقل کرده که فرمود: وقتی که امیرمؤمنان از جنگ خوارج برگشت، از سرزمین زوراء عبور کرد. به مردم گفت: این زوراء است. هر چه زودتر از این منطقه عبور کنید؛ چرا که بیم فرورفتن در این سرزمین بسیار زیاد است. پس لشکر به راه خود ادامه داد تا به سرزمین سواد رسید. ناگهان به راهبی برخورد کردند. حضرت به او فرمود:ای راهب! در این مکان فرود ایم؟
راهب گفت: با سپاهیانت در این سرزمین فرود نیا. حضرت فرمود: چرا؟ گفت: چون کسی در این سرزمین به همراه سپاهش فرود نمی‌آید، مگر آنکه پیامبر باشد یا جانشین پیامبری که در راه خدا به جنگ می‌پردازد. این چیزی است که در کتاب‌هایمان دیده‌ایم. امیر مومنان (ع) فرمود: من جانشین سید پیامبران و سید جانشینان هستم.
آن‌گاه راهب از صومعه خود پایین آمد و گفت: شرایع اسلام را بر من بشناسان؛ چرا که وصف تو را در کتاب انجیل دیده‌ام و خوانده‌ام که تو در سرزمین براثا، خانه حضرت مریم و زمین حضرت عیسی (ع) فرود می‌آیی.
امیرمؤمنان فرمود: بر جای خود بایست و از چیز دیگری ما را خبر نکن.
سپس امیرمؤمنان چند قدمی راه رفت و پای خود را به شدت به موضعی کوبید که ناگاه در زیر پای حضرت آب فواره زد. امام فرمود: این همان چشمه‌ای است که برای حضرت مریم از زمین جوشید. سپس فرمود: هفت ذراع (حدود سه و نیم متر) دورتر از این، چاهی حفر کنید. آنان چنین کردند و سنگ سفید رنگی آشکار شد. حضرت فرمود: مریم، حضرت عیسی را بر روی همین سنگ به دنیا آورد و در همین‌جا نماز خواند. سپس آن سنگ را در جانب قبله نصب کرد و به سوی آن نماز گزارد و چهار روز در آنجا اقامت کرد.

## ساخت مسجد
دقیقاً مشخص نیست از چه زمان در این مکان مسجد برپا شده‌است؛ در منابع متقدم تنها ابن حوقل (د پس از ۳۶۷ق) ساخت مسجد را به حضرت علی (ع) نسبت داده‌است.

## مرکزیت نشر احادیث
در اواخر سده ۳ و اوایل سده ۴ هجری قمری این مسجد به پایگاه فعالیت‌های شیعیان بغداد تبدیل شده بود و علاوه بر اعمال عبادی، محلی مناسب برای نشر احادیث شیعی بود. در ۳۱۳ق/۹۲۵م، به مقتدر عباسی خبر رسید که برپایی نماز تنها سرپوشی بر فعالیت آنان است و به همین دلیل به حکم مقتدر در یک روز جمعه که انبوه شیعیان در مسجد مشغول نماز بودند، مسجد با خاک یکسان شد و بسیاری از حاضران دستگیر شدند و زمین مسجد به گورستان پشت آن ملحق گشت.

## مرمت و بازسازی
در ۳۲۸ق/۹۴۰م پس از درخواست شیعیان، بجکم ماکانی وزیر الراضی حکم به بازسازی و توسعه مسجد داد. بسیاری از زمین‌های اطراف مسجد از جمله گورستان نزدیک آن خریداری شد و با فتوای فقها قبرهای بسیاری نبش و بقایای اجساد در جایی دیگر دفن گردید چرا که این قبرها در مکان غصب شده مسجد قرار گرفته بودند.
در ساختمان مسجد گچ و آجر به کار رفت و سقف آن از چوب ساج منقوش ساخته شد و بر کتیبه مسجد نام خلیفه، الراضی، حک گردید. بازسازی مسجد در جمادی الاول ۳۲۹ به پایان رسید و با تعیین احمد بن فضل هاشمی، امام جماعت رصافه، به عنوان امام براثا از طرف خلیفه، اولین نماز جمعه در ۱۸ همین ماه با حضور انبوه بغدادیان و صاحب شرطه به صورت رسمی اقامه شد.

## برگزاری نماز جمعه در مسجد براثا
پس از آن، تاریخ براثا با حوادث و درگیری‌های متعددی پیوند خورده و رونق آن تابعی از نفوذ سیاسی شیعه در بغداد بوده‌است؛ چنان‌که در روزگار اقتدار آل بویه براثا اهمیتی فراوان یافت.
اگرچه اصطخری در ۳۴۰ق/۹۵۱م تنها از ۳ مسجد برای برگزاری نماز جمعه یاد می‌کند و اشاره‌ای به براثا ندارد اما به گزارش ابن اثیر در شعبان ۳۴۹/اکتبر ۹۶۰ که به علت وقوع درگیری میان اهل سنت نماز جمعه برای مدتی در دو بخش بغداد (شرقی و غربی) تعطیل شد، در براثا نماز جمعه با امنیت کامل بدون وقفه اقامه می‌شد.
امروزه مسجد براثا یکی از مراکز مهم شیعیان برای نماز جمعه در بغداد به‌شمار می‌آید. امام جماعت فعلی این مسجد شیخ جلال الدین الصغیر می‌باشد.

## تعطیلی مسجد
از اوایل سده ۵ق از رونق مسجد براثا کاسته شد، تا آنکه در ۴۵۰ق/۱۰۵۸م به تعطیلی کشیده شد.
سمعانی (د ۵۶۲ق/۱۱۶۷م) در گزارش خود بیان می‌کند که در زمان او به دستور خلیفه درهای مسجد بسته بود.
از بازسازی و بازگشایی مسجد تا سده ۱۰ق/۱۶م و دست یافتن صفویان بر بغداد خبری در دست نیست، اما می‌دانیم که در اواسط سده ۸ق/۱۴م، شهید اول در دیدار خود از بغداد، در مسجد براثا توقفی داشته و آن را مسجدی پای برجا یافته‌است.

## مشاهیر براثا
در طول تاریخ، براثا مورد توجه و عنایت بسیار شیعیان بوده‌است و بسیاری از بزرگان از این محله برخاسته‌اند یا بنا به وصیت خود در این مسجد بر پیکر آن‌ها نماز خوانده، یا در اطراف آن دفن شده‌اند. از افراد مشهور این خاندان، ابوالعباس ضَبّی وزیر است که پیکر وی از براثا به سمت کربلا تشییع شد.

## مسجد براثا و مشهد العتیقه
گفتنی است که گاهی براثا با مسجد دیگری با عنوان مشهدالعتیقه (یا مشهدالمنطقه) در جنوب شرقی محله منصور میان کاظمین و جعیفر کنونی خلط شده‌است؛ شاید پس از ویرانی براثا، شیعیان مشهدالعتیقه را براثا نامیدند تا نام براثا از یادها محو نگردد.
علی بن حسن حسینی پیشینه براثا را در کتابی با عنوان تاریخ مسجد براثا بررسی کرده‌است (نجف، ۱۳۸۵ق/۱۹۶۵م) و محمد سماوی قصیده کوتاهی در تاریخ براثا دارد که ضمن اشاره به نام راویان روایتِ مربوط به فضل براثا، مکان این دو مسجد را به‌طور دقیق مشخص کرده‌است.
امروزه با توسعه شهر کاظمین، محله براثا به این شهر متصل و در مغرب بزرگراه بغداد-کاظمین واقع شده‌است و مقام حضرت علی (ع) در قبله‌گاه مسجد قرار دارد.

## حمله تروریستی
در ۱۸ فروردین ۱۳۸۵، سه تروریست وهابی به این مسجد در حین نماز جماعت حمله کرده و ۶۹ نفر را کشته و ۱۳۰ نفر را زخمی کردند.